# Progreso de Madero
Progreso de Madero är en ort i Mexiko.   Den ligger i kommunen Quecholac och delstaten Puebla, i den sydöstra delen av landet, 160 km öster om huvudstaden Mexico City. Progreso de Madero ligger 2 147 meter över havet och antalet invånare är 387.
Terrängen runt Progreso de Madero är kuperad österut, men västerut är den platt. Runt Progreso de Madero är det tätbefolkat, med 383 invånare per kvadratkilometer. Närmaste större samhälle är Tecamachalco, 8,5 km sydväst om Progreso de Madero. Trakten runt Progreso de Madero består till största delen av jordbruksmark.